# Yulara

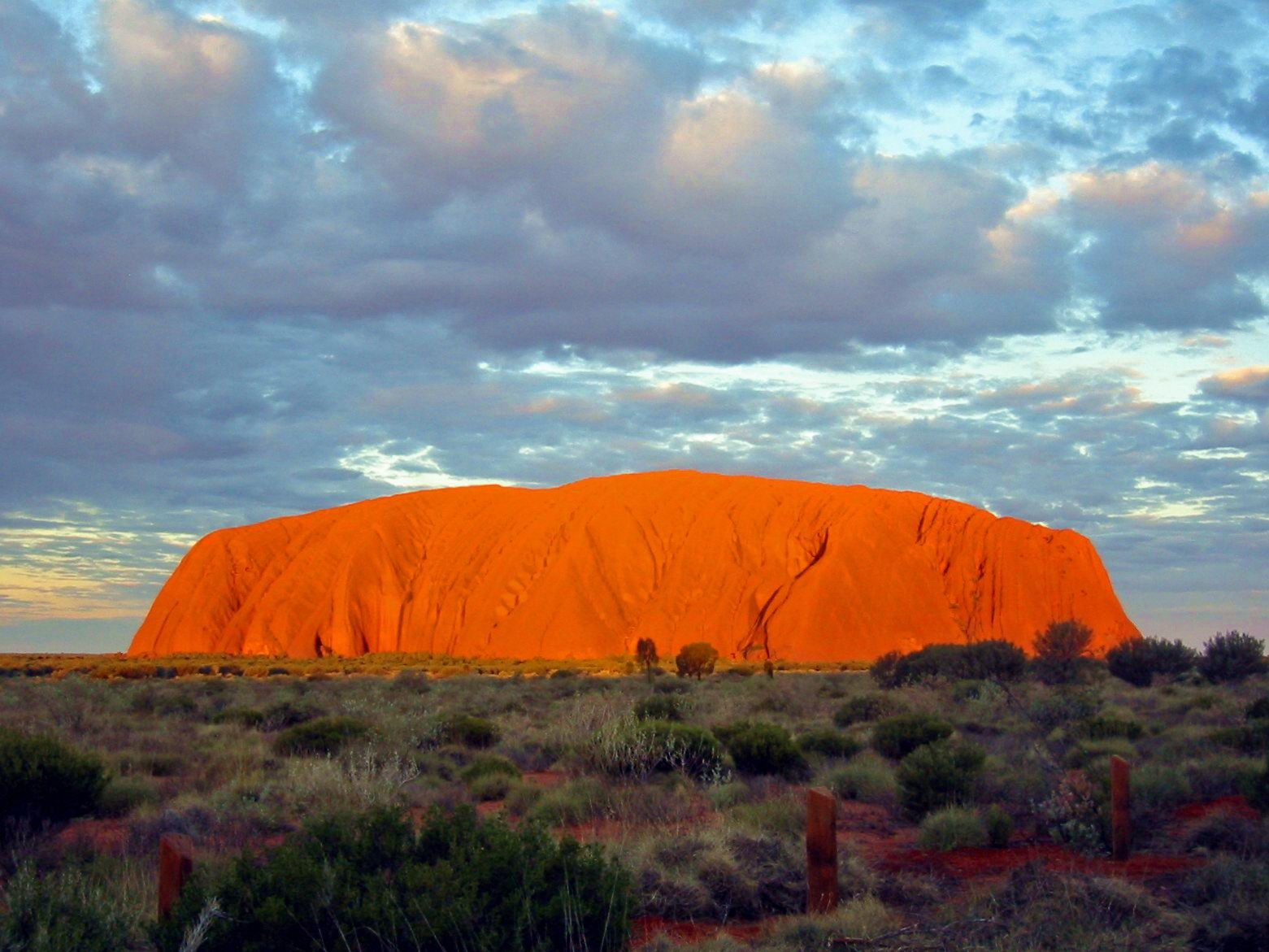
Uluru

Yulara je město v Austrálii, na jihu Severního teritoria. Nachází se hluboko v australském vnitrozemí, v pouštní oblasti zvané outback. Jen 18 kilometrů po silnici se nachází pískovcový monolit Uluru (Ayers Rock), jeden z nejvýznamnějších turistických cílů v celé Austrálii. Asi 55 kilometrů je vzdálena Kata Tjuta, skupina 36 skalních vrcholů. Většina obyvatel města pracuje v turistickém ruchu, ve městě se nachází několik hotelů a kempů, supermarket, pošta nebo banka.
Nejbližší větší město je Alice Springs, vzdálené 428 kilometrů (asi 5 hodin autem). Hlavní město Severního teritoria, Darwin, je vzdáleno 1 421 kilometrů.
V roce 2016 zde žilo 1 099 obyvatel, Aboridžinci (Austrálci) tvoří 14,2% populace. Yulara je správním střediskem Národního parku Uluru-Kata Tjuta, zapsaného na seznamu Světového dědictvi UNESCO.

## Původ názvu
Název Yulara pochází z austrálského jazyka Západní pouště, a v překladu do češtiny znamená plačící.

## Historie
Původní obyvatelé Austrálie, Aboridžinci, žili v oblasti Yulary již před mnoha tisíci lety, nedaleké Uluru pro ně bylo velmi důležitým náboženským místem. V roce 1942 bylo nedaleko Yulary založeno malé letiště. Město samotné se ale začalo stavět až v 70. letech 20. století a bylo otevřeno v roce 1984, jako turistický resort pro turisty, co chtějí navštívit nedaleké Uluru.

## Doprava
Asi 4 km severně od města se nachází letiště Ayers Rock (AYQ), nazývané též Connellan Airport. Jedná se o významné vnitrostátní letiště, odkud se dá letět do některých větších australských měst, jako Melbourne, Sydney nebo Alice Springs.
Do Yulary vede z východu dálnice Lasseter Higway z Curtin Springs a Erldundy.
Z Yulary jezdí turistické autobusy k Uluru. Dopravu po městě zajišťuje okružní linka autobusu, která jezdí každých 20 minut, jízdné je zdarma.

## Galerie

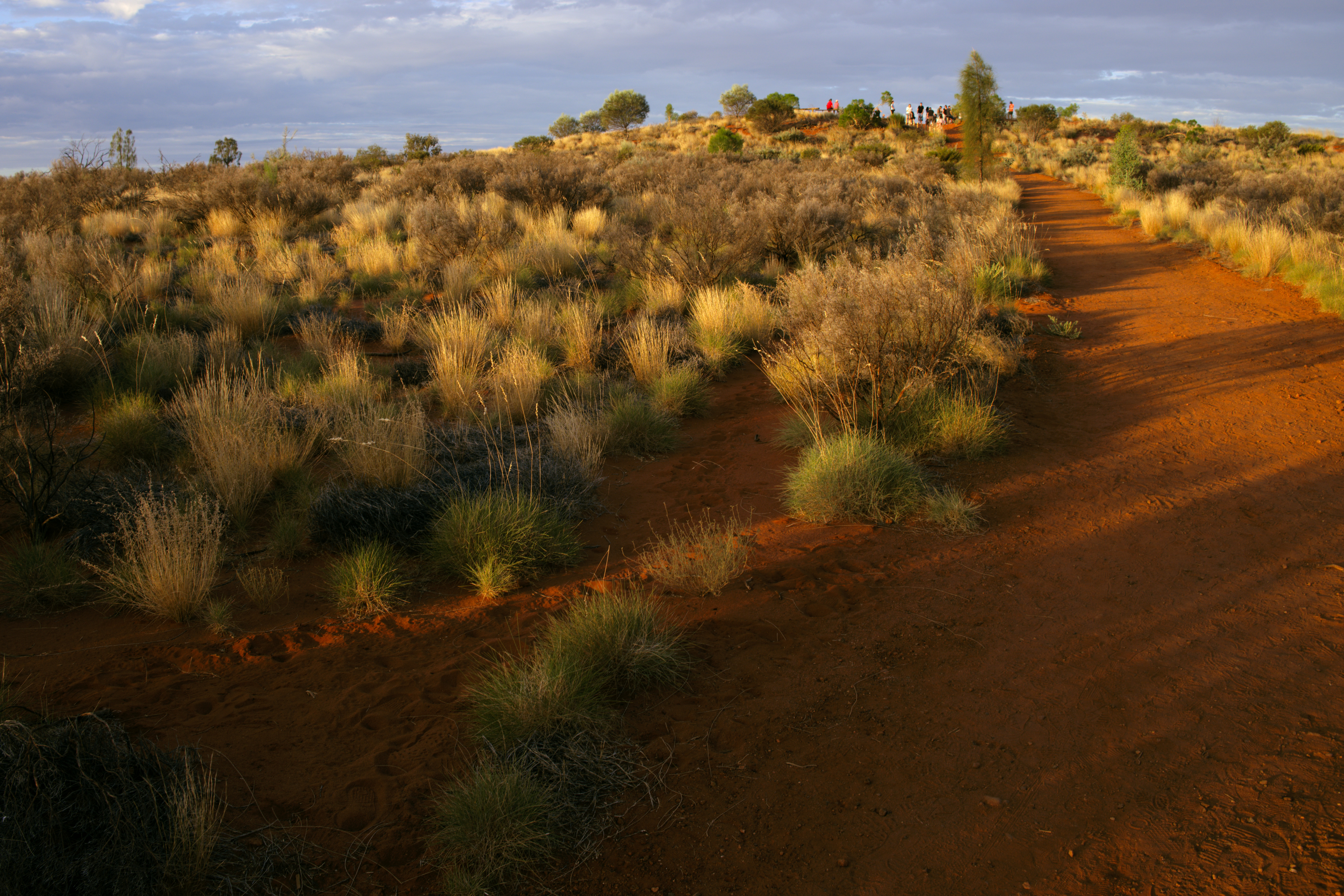
Vyhlídka Imalung v centru Yulary
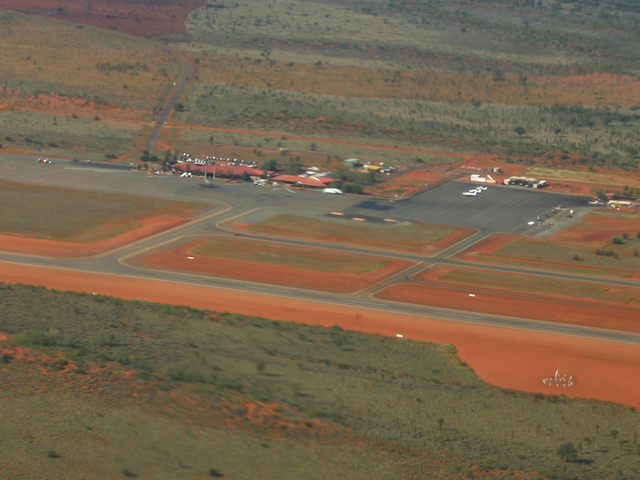
Pohled ze vzduchu na místní letiště
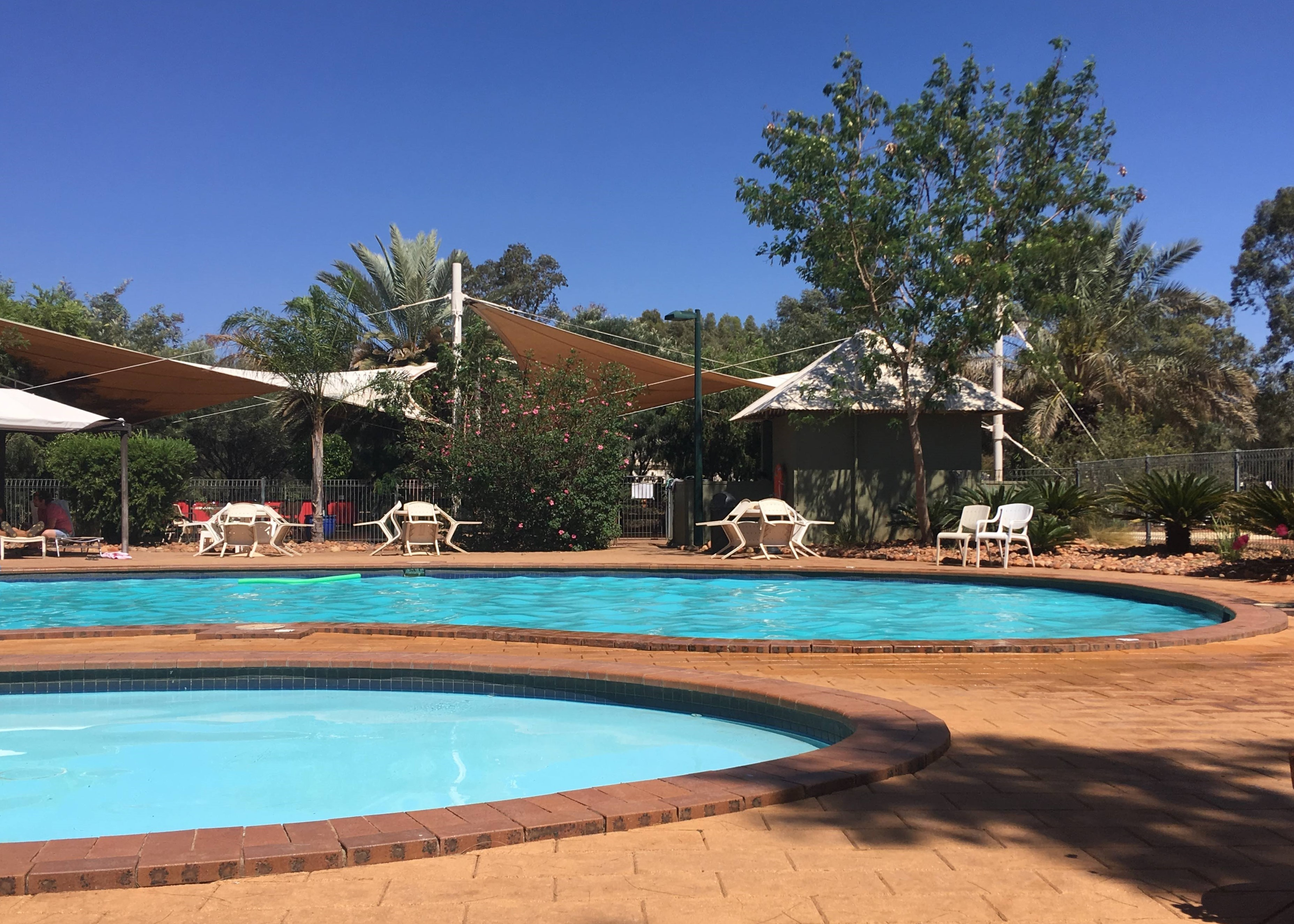
Bazény v kempu Ayers Rock
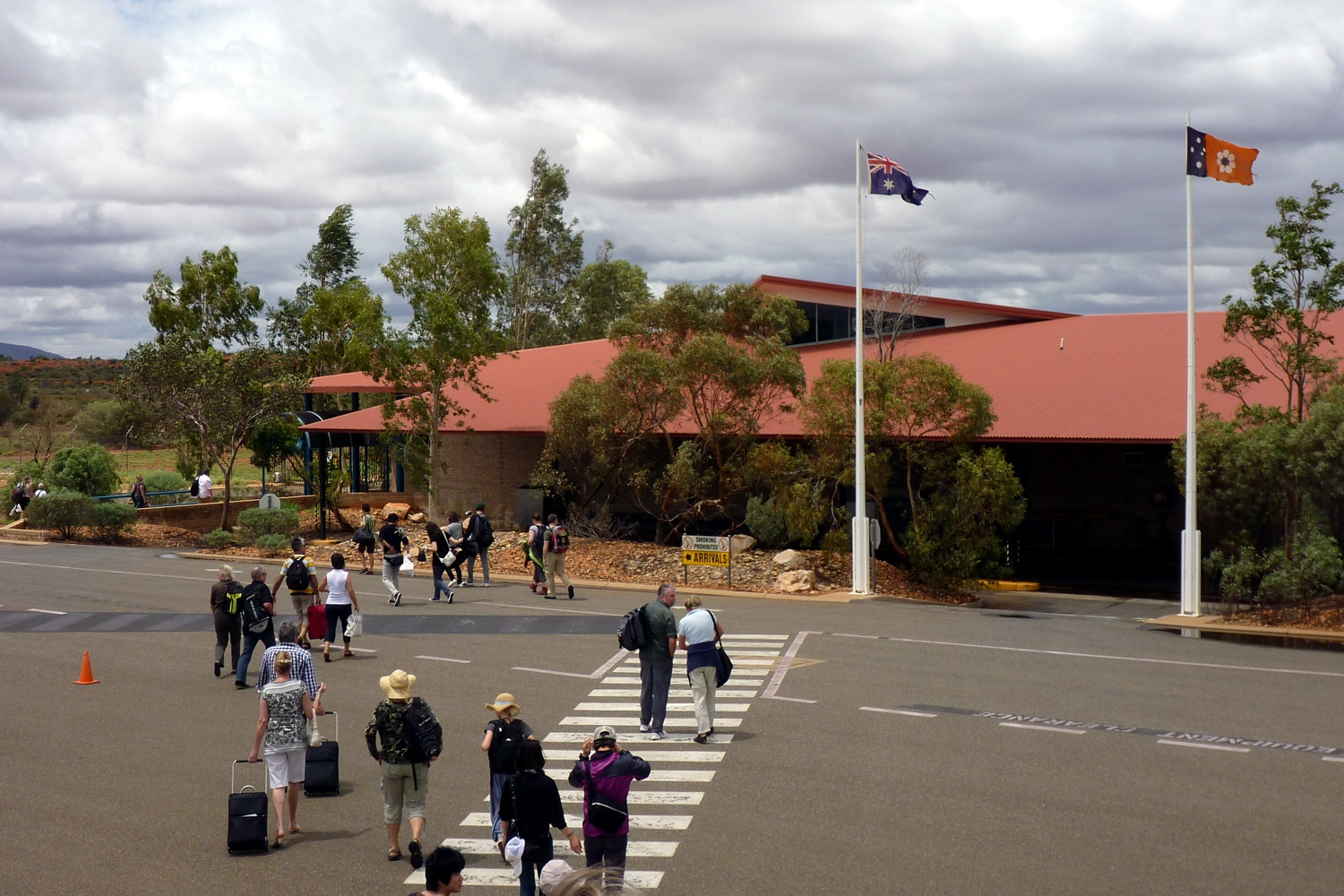
Turisté u letiště Ayers Rock Airport
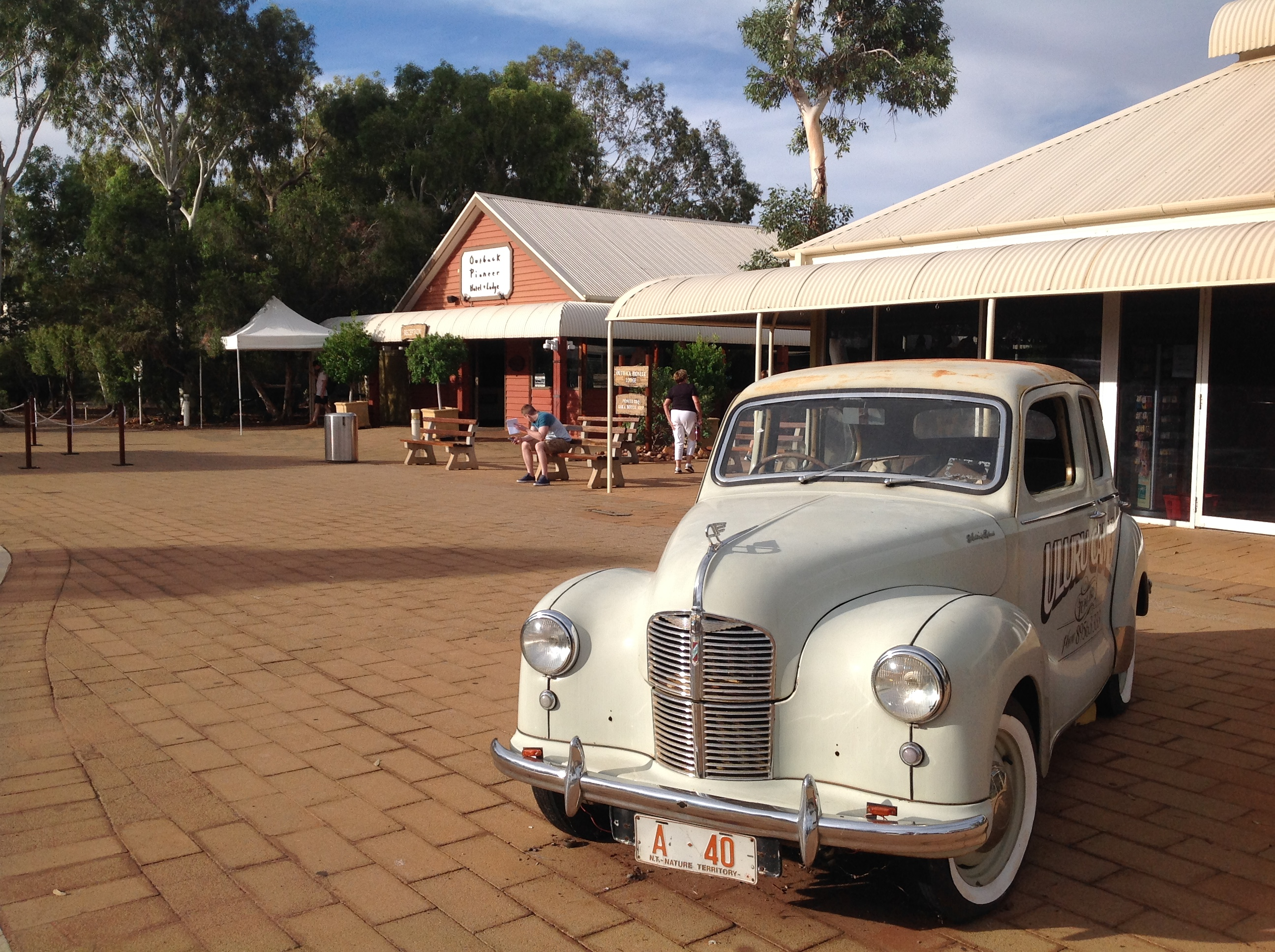
Hotel Pioneer, Ayers Rock Resort